# Ge Cheng
Ge Cheng (chinesisch 葛成, * 20. Dezember 1973) ist ein ehemaliger chinesischer Badmintonspieler.

## Karriere
Ge Cheng wurde 1996 bei seiner einzigen Olympiateilnahme Neunter im Herrendoppel mit Tao Xiaoqiang. Beide gewannen im selben Jahr auch die Polish Open. Ein Jahr später siegten sie bei den China Open. Bei der Badminton-Asienmeisterschaft 1995 wurde er Zweiter im Herreneinzel. Bis ins Viertelfinale konnte er sich bei den Hong Kong Open 1993 vorkämpfen.

## Sportliche Erfolge
| Saison | Veranstaltung      | Disziplin    | Platz | Name                     |
| ------ | ------------------ | ------------ | ----- | ------------------------ |
| 1995   | Asienmeisterschaft | Herreneinzel | 3     | Ge Cheng                 |
| 1996   | Olympia            | Herrendoppel | 9     | Tao Xiaoqiang / Ge Cheng |
| 1996   | Polish Open        | Herrendoppel | 1     | Tao Xiaoqiang / Ge Cheng |
| 1996   | Dutch Open         | Herrendoppel | 1     | Tao Xiaoqiang / Ge Cheng |
| 1997   | China Open         | Herrendoppel | 1     | Tao Xiaoqiang / Ge Cheng |
| 2000   | Smiling Fish       | Herrendoppel | 1     | Tao Xiaoqiang / Ge Cheng |